# Wektoryzacja
Wektoryzacja (trasowanie) polega na zmianie grafiki rastrowej na grafikę wektorową. W procesie wektoryzacji rastry opisujące daną bitmapę zostają zgrupowane w większe obiekty wektorowe na zasadzie podobieństwa koloru. Proces wektoryzacji niemal każdej bitmapy deformuje jej pierwotny wygląd. Tylko bitmapa przedstawiająca prosty kształt ma szanse być poprawnie przekształcona. 
Programami obsługującymi wektoryzację są m.in. CorelTrace (składnik pakietu CorelDRAW), Adobe Flash, Adobe Illustrator, Adobe FreeHand (wcześniej Macromedia FreeHand), Inkscape (przez wykorzystanie zintegrowanego programu potrace). Procesem odwrotnym do wektoryzacji jest rasteryzacja grafiki.
Stosuje się również wektoryzację ekranową, polegającą na "obrysowywaniu" rysunku rastrowego na ekranie monitora. Rzadziej stosuje się metodę wektoryzacji za pomocą tzw. digitizera (myszki z celownikiem poruszającej się po swego rodzaju tablecie).